# 肥田昭作
肥田 昭作（ひだ しょうさく、1842年11月25日（天保13年10月23日） - 1921年（大正10年））は、明治時代の日本の文部官僚、実業家。旧名昭敷、玄次郎（玄二郎、鉉次郎）。
第四大学区第一番中学（京都大学の前身の1つ）学長、東京外国語学校（東京外国語大学の前身）、東京英語学校（東京大学教養学部の前身）校長、第十五国立銀行（旧三井銀行の前身の1つ）副支配人、第百十九国立銀行（旧三菱銀行の前身）および壬午銀行頭取を歴任した。

## 来歴
天保13年（1842年）10月23日、江戸に生まれる。田安家典医・安井元兆の次男であり、元碩とも称したが、のちに幕臣肥田浜五郎の婿養子となった。慶応4年（明治元年・1868年）4月、福澤諭吉が主宰する慶應義塾に入社。翌年には義塾の教員を務めている。
明治3年（1870年）7月、前年に新政府が設けた大学の中助教に転じ、12月に大助教に昇任。翌明治4年（1871年）4月、大学権少丞兼大助教となり、大学が廃止され文部省が置かれた同年7月に文部権少丞兼文部大助教に更任されたのち、8月に文部省七等出仕、明治5年（1872年）1月に文部省六等出仕となった。この間、大学南校監督兼英学教員を経て明治4年5月に大阪出張を命じられ、大阪開成所（学制制定後の明治5年8月に第四大学区第一番中学と改称）の事務を担当。明治5年6月、大阪巡幸の折に同校へ臨幸した明治天皇一行を管理者として出迎えたほか、同年9月に改めて第四大学区督学心得の肩書きで大阪出張を命じられ、第一番中学の規則改正、第四大学区医学校廃止にともなう第一番中学への引き継ぎなどにあたった。10月には第一番中学の学長となったが、病のため翌月にこれを辞している。その後は文部本省に勤務し、用度局長を経て明治6年（1873年）9月に会計課長兼准刻課長、翌10月に准刻課長専務となった。明治7年（1874年）9月、東京外国語学校長に転じ、12月には新設の東京英語学校長に異動。翌年4月まで東京外国語学校長も兼務した。明治8年（1875年）5月、文部省六等出仕を免じられ、改めて東京英語学校長兼東京外国語学校長に就任。東京外国語学校には同年8月まで、東京英語学校には明治9年（1876年）12月まで在職した。
退官後は実業界に進んだ。はじめは銀行業を手がけ、明治10年（1877年）5月の第十五国立銀行開業に先立ち熊谷武五郎らとともに副支配人に就任。簿記掛となった。明治13年（1880年）4月、郵便汽船三菱会社が三菱為替店を開くと元締として招かれ、為替事業を統括。経済界の不況に際し明治17年（1884年）に為替店の廃止が決定されたのち、明治18年（1885年）5月に三菱会社が第百十九国立銀行の経営を継承するとその頭取となり、明治22年（1889年）2月まで在職。明治22年から翌年7月まで立憲改進党の機関銀行である壬午銀行の頭取も務めた。その後鉄道事業に転じ、明治23年（1890年）10月から明治31年（1898年）3月まで日本鉄道理事委員を、明治26年（1893年）7月から明治28年（1895年）9月まで播但鉄道取締役を歴任した。またこの間、明治14年（1881年）6月に設立された明治生命保険の発起人となり、明治30年（1897年）1月まで監査役（明治27年1月までは検査掛）。明治20年（1887年）4月に三菱為換店の倉庫業務を継承し東京倉庫が設立された際も発起人となり、明治29年（1896年）7月まで取締役を、明治22年9月から12月にかけて取締役会長事務取扱を務めている。
このほか鉱山事業にも携わり、明治22年、前年に前島密らによって設立され壬午銀行内に本店を置く鉱山会社・両潤社の社長に選出された。また明治23年に福島県の高玉金山を買収。大正7年（1918年）10月に久原鉱業に売却するまで長男金一郎らとともに経営にあたり、大正2年（1913年）には肥田鉱業合名会社を設立し代表社員となっている。大正10年（1921年）死去。
肥田は有力な初期福澤門下生の1人であり、明治6年に福澤らが明六社を設立すると門下では古川正雄、秋山恒太郎に続いて社員となったほか、明治7年6月の三田演説会創立、明治13年1月の交詢社創立に関わった。慶應義塾維持のため明治14年1月に義塾仮憲法が定められると仮理事委員に選ばれ、仮憲法に代わって義塾規約が制定された明治22年11月には評議員に選出。明治28年10月まで務めている。明治会堂の建設や義塾維持資金の募集などについて相談を受け、細倉鉱山への投資の仲介役となるなど、福澤とは個人的にも親交が続いた。

## 親族
安井家

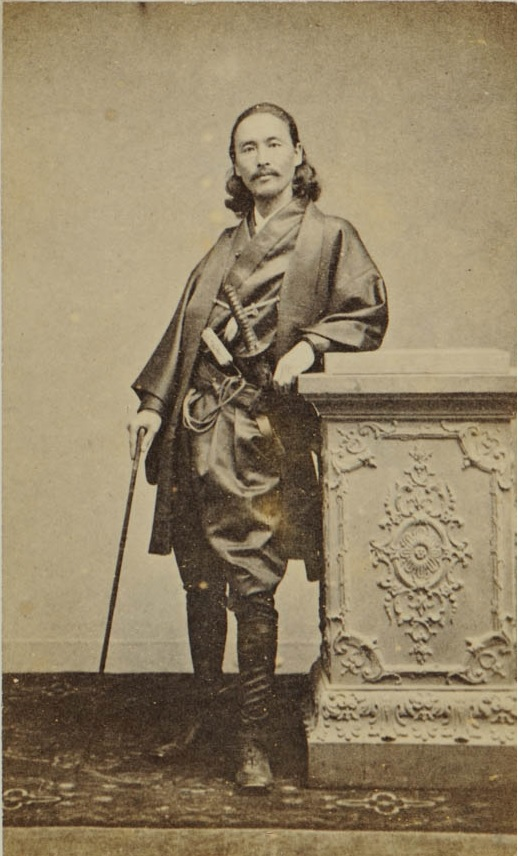
養父の肥田浜五郎

- 父：元兆（元長） - 別名・美敬。田安家典医[10][32]。
  - 妹：銈（1849 - 1918） - 蘭学者川本幸民の次男・清一の妻[32]。
  - 弟：哲之助（1851 -） - 慶應義塾塾生・教員[33]。

肥田家
- 父：浜五郎（1830 - 1889） - 諱は為良。造船技術者、幕臣、海軍機技総監。長崎海軍伝習所に学び、軍艦操練所教授方出役・教授方頭取出役、軍艦頭取、軍艦役、軍艦頭並、軍艦頭を歴任。明治に入ると新政府に出仕し、工部省造船頭兼製作頭、海軍大丞兼主船頭、宮内省御用掛、宮内省御料局長官兼内匠頭を務めた。また咸臨丸乗組士官として万延元年遣米使節に随行し、元治元年（1864年）には造船所設立準備のため渡欧。明治4年（1871年）にも岩倉使節団理事官として欧米に派遣された[34]。
- 母：喜代（1845 -） - 幼少期の浜五郎の養父・福村総右衛門の娘[35][36]。渡辺嘉一の養伯母[37]。
  - 弟：肥田籌一郎（1870 - 1942） - 浜五郎の実子。東京帝国大学医科大学卒。耳鼻咽喉科を専攻し、東京芝三田綱町に医院を開業した[38]。前妻くにの祖父は渡辺忻三、父は渡辺嘉一[39]、後妻ノブの父は山口県士族・境震太郎[37]。
- 妻：いね（- 1885） - 浜五郎の養女。実父は浜五郎の兄・謙吉[12][40]。
  - 長男：金一郎（1874 - 1936） - 学習院中等科卒。福島県安達郡高川村長、安達郡会議員、帝国競馬協会常務理事、福島競馬倶楽部会頭、中山競馬倶楽部理事長を務めた[41]。
  - 次男：玄次郎（1876 -） - 慶應義塾大学部卒。王子製紙勤務を経て、豊国銀行総務課長・本郷支店長・京橋支店長、電気協会書記長を務めた[42]。
  - 長女：サン（1878 -） - 宮城県平民名生昌の妻[10][43]。
  - 三女：くに（1890 -） - 陸軍中将梅崎延太郎の妻[44]。
  - 養女：ろく（1892 -） - 実父は昭作の実弟・安井哲之助[45]。

## 著作
- 「東京外国語学校年報」「東京英語学校年報」（『文部省第二年報附録』）
- 「東京英語学校年報」（『文部省第三年報附録 第一』）
- 「東京英語学校年報」（『文部省第四年報附録 第一』）

## 関連文献
- 堤健男著 『肥田濱五郎』 中央公論事業出版、1977年7月
- 早稲田大学大学史資料センター編 『大隈重信関係文書』 みすず書房、2013年3月、ISBN 9784622082095
- 「福澤諭吉と文部省の秋山恆太郎、肥田昭作そして北畠治房権中判事」（大家重夫著 『著作権を確立した人々』 成文堂〈成文堂選書〉、2003年5月、ISBN 4792331773 ／ 第2版、2004年3月、ISBN 4792331854）